# Kit Harington
Christopher Catesby "Kit" Harington (London, Anglia, 1986. december 26. –) angol színész.
Filmszerepekben és a színpadon egyaránt játszik. Legismertebb televíziós szerepe Havas Jon az HBO Trónok harca című 2011 és 2019 között futott fantasysorozatában. Alakításáért 2016-ban, illetve 2019-ben Primetime Emmy-díjra jelölték legjobb férfi mellékszereplő, valamint legjobb férfi főszereplő drámasorozatban kategóriákban. 2017-re a televíziózás egyik legtöbbet fizetett színésze lett, miután a Trónok harca egyes epizódjaiért 2 millió dollárral jutalmazták.
Főszereplő volt továbbá a Pompeji, Az ifjúság végrendelete és a Kémvadászok: A szolgálat kötelez című filmekben, valamint mellékszerepet kapott a Silent Hill – Kinyilatkoztatás és A hetedik fiú című horror-, illetve kalandfilmekben. 2014-ben az Így neveld a sárkányodat 2.-ben szinkronszínészként szerepelt. Producerként és főszereplőként részt vett a Lőpor (2017) című történelmi minisorozat munkálataiban.

## Fiatalkora és származása
Harington 1986. december 26-án született a londoni Actonban az egykori drámaíró Deborah Jane (Catesby) és Sir David Richard Harington baronet és üzletember gyermekeként. Édesanyja Christopher Marlowe angol drámaíróról nevezte el, de keresztnevét csak röviden „Kit”-ként használja. Harington nagybátyja a szintén a baronet nemesi címmel rendelkező Sir Nicholas John Harington, míg apai dédapja Sir Richard Harington baronet volt. Apai nagymamája, Lavender Cecilia Denny részéről II. Károly angol király leszármazottja. Szintén édesapja ágáról Harington a híres skót politikussal, Henry Dundas-szal áll rokoni kapcsolatban.
Harington a Southfield Primary School-ba járt 1992 és 1998 között. 11 éves korában a család Worcestershireba költözött, ahol a Chantry High School-ban tanult 1998 és 2003 közt. 14 éves korában kezdett érdeklődni a színészet iránt, amikor végignézhette a Godot-ra várva című színmű rendezését. Iskolai színházi projektekben is rendszeresen részt vett. Később a Worcester Sixth Form College tanulója volt, ahol drámai és színházi tanulmányokat folytatott 2003 és 2005 között. 2008-ban végzett a londoni Central School of Speech and Drama-ban, ami a Londoni Egyetem egyik iskolája.

## Pályafutása

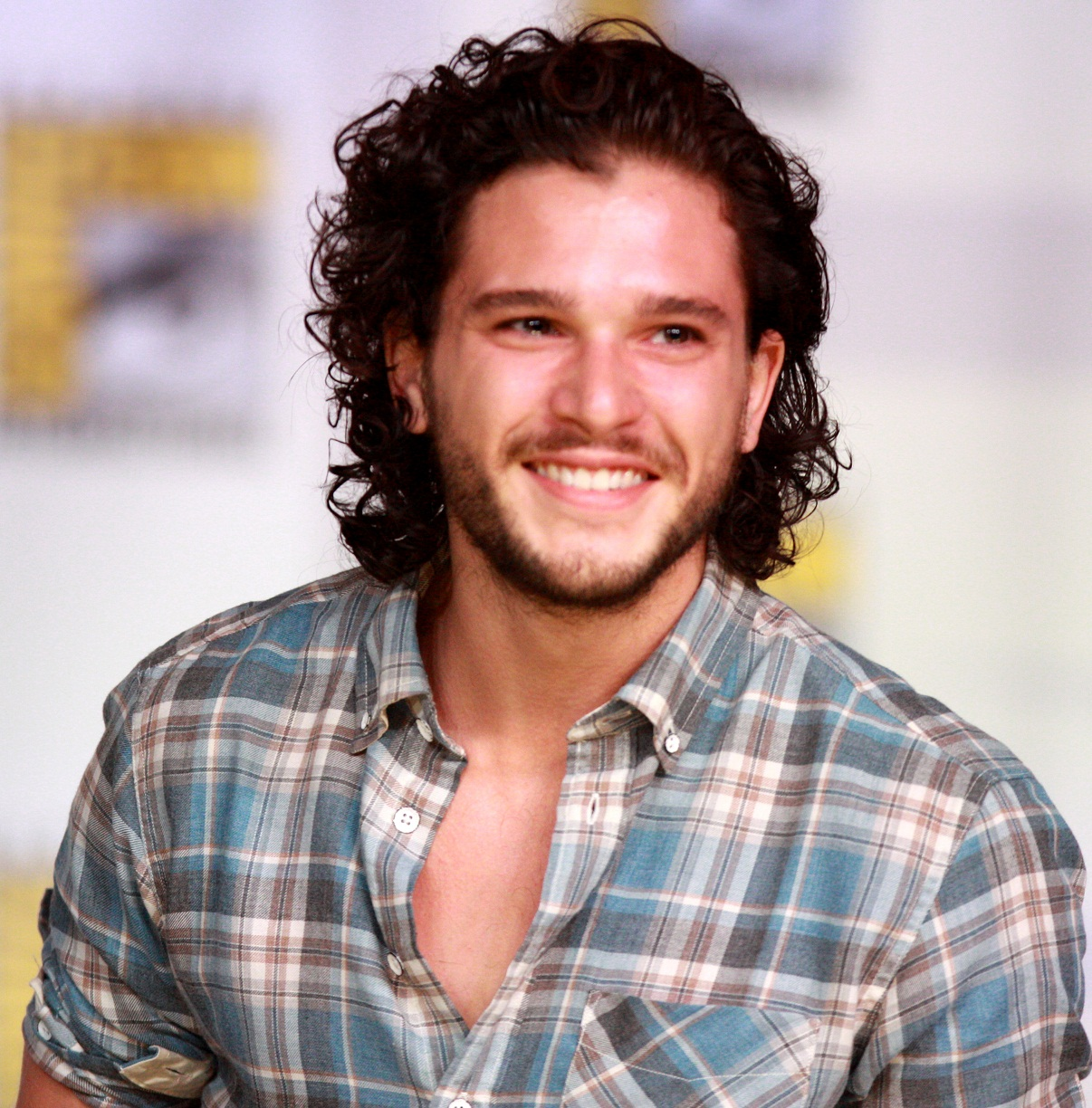
Kit Harington a 2013-as San Diegó-i Nemzetközi Képregény Találkozón

Mielőtt színészi karrierje beindult volna, Harington eredetileg újságíró, operatőr vagy haditudósító akart lenni. Tanulmányai alatt megkapta Albert szerepét a londoni National Theatre War Horse című drámájában. A darab nagy sikert aratott: két Olivier-díjat kapott és Harington nevét is megismerték az emberek. 2010-ben a Posh című színdarabban játszott a londoni Royal Court Theatre-ben. A War Horse után Harington elment a Trónok harca című televíziós sorozat meghallgatására, ahol nagy sikert aratott és rögtön meg is kapta első filmes szerepét, Havas Jont (Jon Snow). A sorozatot 2011-ben mutatta be az HBO és hamar elnyerte mind a kritikusok, mind a nézők tetszését, így a második évadot is rövidesen berendelték. Harington jeleneteit javarészt Izlandon, illetve Észak-Írországban vették fel. Havas Jon alakításáért 2012-ben Haringtont Szaturnusz-díjra jelölték „a legjobb férfi mellékszereplő” kategóriában, míg 2016-ban megkapta első Emmy-jelölését. Harington a mozivásznon 2012-ben debütált Vincent szerepében a Silent Hill: Kinyilatkoztatás című filmben. A horrorfilm a Silent Hill 3 túlélőhorror videójátékon alapszik, és a Silent Hill - A halott város című film folytatása. A filmben együtt szerepel Sean Beannel, akivel szintén együtt játszott a Trónok harca című sorozatban. 2013-ban a Young Hollywood Awards gáláján „az év színésze” elismerésben részesült.
Első mozifilmes főszerepe Milo volt a 2014-es Pompeji című történelmi katasztrófafilmben. A forgatási munkálatok 2013-ban kezdődtek el Toronto területén. A film néhány jeleneteit a címadó Pompeii ókori romvárosban vették fel. Bevétel szempontjából a film nem aratott áttörő sikert és a kritikusok is megosztóan vélekedtek róla. 2014-ben Eret hangjaként szerepelt az Így neveld a sárkányodat 2. című Golden Globe-díjat nyerő sikerfilmben. 2014-ben továbbá feltűnt Jeff Bridges mellett a A hetedik fiú című filmben, amely nem aratott nagy sikereket a nézők körében. Később Roland Leightont alakította Az ifjúság végrendelete című filmben Alicia Vikander és Emily Watson mellett. A filmet 2015. január 16-án mutatták be az Egyesült Királyságban, világpremierje korábban, 2014-ben volt.
2014 decemberében bejelentették, hogy Harington szerepet kapott Xavier Dolan John F. Donovan halála és élete című filmjében olyan színészek mellett, mint Jessica Chastain, Kathy Bates, Thandiwe Newton és Susan Sarandon. A forgatási munkálatok 2016 júliusában kezdődtek el Montréalban. 2015-ben szerepelt az HBO 7 nap a pokolban című rövidfilmjében. 2015 júniusában megerősítették, hogy Harington veszi át Robert Pattinson szerepét Martin Koolhoven Megtorlás című thrillerjében. 2016-ban főellenségként tűnt fel a Call of Duty: Infinite Warfare című first-person shooter videójátékban.
2017. február 19-én hivatalossá vált, hogy Harington íróként, producerként és szereplőként is részt vesz a BBC Lőpor című történelmi minisorozatában, amely az 1605. november 5-i lőporos összeesküvést dolgozza fel. Harington saját ősének bőrébe bújik és Robert Catesbyt alakítja olyan színészek mellett, mint Mark Gatiss, Liv Tyler és Peter Mullan.
2018 júniusában bejelentették, hogy Harington játszani fog Sam Shepard True West című színdarabjában Matthew Dunster rendezésében. A darabot 2018 novemberében mutatták be a londoni Vaudeville Theatre-ben, ahol egészen 2019 februárjáig műsoron volt.
2019 augusztusában nyilvánosságra került, hogy Harington csatlakozik a Marvel-moziuniverzumhoz, amelyben a Fekete Lovagot (Dane Whitman) fogja játszani az Eternals (2020) című szuperhősfilmben, többek között egykori Trónok harca-beli kollégája, Richard Madden mellett.

## Magánélete
2016-ban Harington megerősítette, hogy 2012 óta kapcsolatban van Trónok harca-beli partnerével, Rose Leslie-vel. 2017 szeptemberében bejelentették eljegyzésüket. Az esküvőre 2018. június 23-án került sor Skóciában.
2019 májusában a Trónok harca fináléját követően Harington bevonult egy luxus rehabilitációs intézetbe, hogy feldolgozza „személyes problémáit” és a stressz és alkoholproblémák miatt kezeljék.

## Filmográfia

### Film
| Év   | Magyar cím                        | Eredeti cím                                | Szerep                      | Magyar hang  |
| ---- | --------------------------------- | ------------------------------------------ | --------------------------- | ------------ |
| 2012 | Silent Hill – Kinyilatkoztatás    | Silent Hill: Revelation 3D                 | Vincent Smith               | Czető Roland |
| 2014 | Pompeji                           | Pompeii                                    | Milo, a gladiátor           | Czető Roland |
| 2014 | Pompeji                           | Pompeii                                    | Milo, a gladiátor           | Fehér Tibor  |
| 2014 | Így neveld a sárkányodat 2.       | How to Train Your Dragon 2                 | Eret (hangja)               | Czető Roland |
| 2014 | Az ifjúság végrendelete           | Testament of Youth                         | Roland Leighton             | Czető Roland |
| 2014 | A hetedik fiú                     | The Seventh Son                            | Billy Bradley               | Fehér Tibor  |
| 2015 | Kémvadászok – A szolgálat kötelez | Spooks: The Greater Good                   | Will Holloway               | Fehér Tibor  |
| 2016 | Megtorlás                         | Brimstone                                  | Samuel                      |              |
| 2018 | John F. Donovan halála és élete   | The Death and Life of John F. Donovan      | John F. Donovan             |              |
| 2019 | Így neveld a sárkányodat 3.       | How to Train Your Dragon: The Hidden World | Eret (hangja)               | Czető Roland |
| 2021 | Örökkévalók                       | Eternals                                   | Dane Whitman / Fekete Lovag | Fehér Tibor  |
| 2022 |                                   | Baby Ruby                                  | Spencer                     |              |
| 2023 |                                   | Blood for Dust                             | Ricky                       |              |
| 2024 |                                   | The Beast Within                           | Noah                        |              |

### Televízió
| Év        | Magyar cím                   | Eredeti cím          | Szerep                | Megjegyzések                                                              |
| --------- | ---------------------------- | -------------------- | --------------------- | ------------------------------------------------------------------------- |
| 2011–2019 | Trónok harca                 | Game of Thrones      | Havas Jon (Jon Snow)  | - főszereplő (62 epizód) - magyar hangja: - Czető Roland                  |
| 2015      | 7 nap a pokolban             | 7 Days in Hell       | Charles Poole         | tévéfilm                                                                  |
| 2017      | Lőpor                        | Gunpowder            | Robert Catesby        | - 3 epizód - megalkotó és vezető producer - magyar hangja: - Czető Roland |
| 2018      |                              | Zog                  | Sir Gadabout (hangja) | tévéfilm                                                                  |
| 2019      | Saturday Night Live          | Saturday Night Live  | önmaga (házigazda)    | 1 epizód                                                                  |
| 2020      | Criminal: Egyesült Királyság | Criminal: UK         | Alex                  | 1 epizód                                                                  |
| 2021      | Jóbarátok: Újra együtt       | Friends: The Reunion | önmaga                | - különkiadás - magyar hangja: - Czető Roland                             |
| 2021      | Modern szerelem              | Modern Love          | Michael               | 1 epizód                                                                  |
| 2023      | Extrapolációk                | Extrapolations       | Nicholas Bilton       | 4 epizód                                                                  |
| 2023      |                              | Lot No. 249          | Abercrombie Smith     | karácsonyi különkiadás                                                    |
| 2024      | Ipar                         | Industry             | Henry Muck            | főszereplő (3. évad)                                                      |

### Videójátékok
| Év   | Cím                            | Szerep               | Megjegyzések                 |
| ---- | ------------------------------ | -------------------- | ---------------------------- |
| 2015 | Game of Thrones                | Havas Jon (hangja)   |                              |
| 2016 | Call of Duty: Infinite Warfare | Salen Kotch (hangja) | megjelenés és motion capture |

## Színházi szerepek
| Év      | Cím            | Szerep           | Megjegyzés                            |
| ------- | -------------- | ---------------- | ------------------------------------- |
| 2008–09 | War Horse      | Albert Narracott | Olivier Theatre és New London Theatre |
| 2010    | Posh           | Ed Montgomery    | Royal Court Theatre                   |
| 2015    | The Vote       | Colin Henderson  | Donmar Warehouse                      |
| 2016    | Doctor Faustus | Faustus          | Duke of York's Theatre                |